# Sandmagerrasen und Feuchtwäldchen bei Röhrensee
Der Sandmagerrasen und Feuchtwäldchen bei Röhrensee ist ein geschützter Landschaftsbestandteil von etwa 2,5 Hektar Größe im unterfränkischen Landkreis Kitzingen in Bayern. Dieses Gebiet wurden am 25. Juni 1997 als Schutzgebiet ausgewiesen.

## Geographische Lage
Das Schutzgebiet liegt ausschließlich im Naturpark Steigerwald, der größtenteils dem Mittelgebirge Steigerwald entspricht. Es befindet sich im Gebiet von Geiselwind, einem Markt im unterfränkischen Landkreis Kitzingen. Am östlichen Rand des Schutzgebietes fließt ein Zufluss der Ebrach. Östlich des geschützten Landschaftsbestandteils liegt der 449 Meter hohe Sandberg. Der nächstgelegene Ort ist Röhrensee, ein Ortsteil von Geiselwind.

## Zonierung und Schutzstatus
Das im Jahr 1997 ausgewiesene Gebiet ist als geschützter Landschaftsbestandteil definiert und besteht aus einer Teilfläche. Innerhalb des Schutzgebietes befinden sich die Biotope „Magerrasen, Extensiv- und Feuchtwiesen östlich Gräfenneuses“ mit der Nummer 6228-1075 sowie das Biotop „Ufergehölz und Seggenried bei Röhrensee“ mit der Nummer 6228-1076. Innerhalb dieser Biotope sind folgende Biotoptypen vertreten: Gewässer-Begleitgehölze, Landröhrichte, Sandmagerrasen, Großseggenriede außerhalb der Verlandungszone, seggen- oder binsenreiche Nasswiesen, Sümpfe sowie feuchte und nasse Hochstaudenfluren.

## Beschreibung und Gefährdung
Innerhalb des geschützten Landschaftsbestandteiles erstrecken sich verschiedene Ökosysteme wie Sandmagerrasen, Kalkmagerrasensaum, Extensivwiesen und ein größerer Grünlandkomplex aus Magerrasen, Extensiv- und Feuchtwiesen. Die Sandmagerrasen zeigen hauptsächlich Rotschwingel und Straußgras als Hauptgräser, während Kleines Habichtskraut und Ferkelkraut auf magere Böden hinweisen können. Andere Bereiche weisen Berg-Sandglöckchen, Hasenklee und Kleinen Sauerampfer auf. Es gibt Hangbereiche mit einer Vielzahl von Blütenpflanzen sowie krautreiche Kalkmagerrasensaumabschnitte entlang des Waldrands. Die Extensivwiesen bestehen größtenteils aus Rotschwingel-Straußgras-Magerwiesen. Einige Abschnitte sind reich an Pflanzen, die auf magere Böden und feuchte Standorte hinweisen. Einige Flächen zeigen seggenreiche Nasswiesen mit Pflanzen wie Zweizeilige Segge und Sumpf-Hornklee, während andere kleinere, nährstoffreiche Wiesenabschnitte aufweisen. Gefährdet ist das Gebiet vor allem durch Eutrophierung.

## Artnachweise
Besonders hervorzuheben ist der Nachweis der FFH-Art Zauneidechse. Im Schutzgebiet wurden weitere bedeutsame Arten nachgewiesen, die entweder auf der Roten Liste Bayerns oder der Roten Liste Deutschlands verzeichnet sind. Dazu gehören: Sumpf-Schafgarbe, Sand-Grasnelke, Feld-Beifuß, Rapunzel-Glockenblume, Rispen-Segge, Schmalblättrige Wiesen-Flockenblume, Gewöhnliches Silbergras, Heide-Nelke, Scharfes Berufkraut, Hügel-Erdbeere, Berg-Sandglöckchen, Spitzblütige Binse, Hasen-Klee, Wiesen-Bocksbart, Rötliches Fingerkraut, Moschus-Malve.